# La Estrella (Chile)
La Estrella ist eine Stadt und Gemeinde in der Provinz Cardenal Caro in der Región del Libertador General Bernardo O’Higgins in Chile. Bei der Volkszählung im Jahr 2017 hatte sie 3041 Einwohner. Die Gemeinde erstreckt sich über eine Fläche von 435 km².
Mit Dekret vom 30. Juni 1898 erhielt es den Titel einer Stadt.

## Bevölkerung
Laut der Volkszählung des Nationalen Statistikinstituts von 2002 hatte La Estrella 4221 Einwohner (2766 Männer und 1455 Frauen). Von diesen lebten 1380 (32,7 %) in städtischen Gebieten und 2841 (67,3 %) in ländlichen Gebieten. Die Bevölkerung wuchs zwischen den Volkszählungen 1992 und 2002 um 51,9 % (1442 Personen). Im Jahr 2017 zählte man 3041 Personen.